# West Haven (Utah)
West Haven é uma cidade localizada no estado norte-americano de Utah, no Condado de Weber.

## Demografia
Segundo o censo norte-americano de 2000, a sua população era de 3976 habitantes.
Em 2006, foi estimada uma população de 6122, um aumento de 2146 (54.0%).

## Geografia
De acordo com o United States Census Bureau tem uma área de
26,3 km², dos quais 26,3 km² cobertos por terra e 0,0 km² cobertos por água.

## Localidades na vizinhança
O diagrama seguinte representa as localidades num raio de 8 km ao redor de West Haven.